# Galáxia FM
Galáxia FM é uma emissora de rádio brasileira especializada no segmento popular, com atuação estratégica na Região Metropolitana do Vale do Aço. A concessão da emissora é de Coronel Fabriciano, uma das cidades do Vale do Aço, e onde também estão instalados os estúdios. A torre de transmissão fica instalado na cidade de Timóteo. A rádio é ouvida em vários municípios do leste mineiro.

## História
A Galáxia FM foi outorgada em 22 de abril de 1980, sendo a primeira do município. Com o crescimento da rádio e intenção de aumentar a abrangência da região de cobertura, a rádio passou a ser filiada da Nativa FM. Uma pesquisa apontou que o perfil mais adequado para veiculação na região seria a programação da Nativa, que passou a ser a primeira da rede no Leste Mineiro. A afiliação iniciou em 20 de julho de 2010 e foi encerrada em 23 de janeiro de 2017. Entre os dias 24 de janeiro a 5 de fevereiro de 2017, a 99.5 FM transmitiu a expectativa do retorno da Galáxia FM, apenas com músicas, sem vinhetas e comerciais, sendo interrompida apenas durante a transmissão obrigatória da Voz do Brasil, entre 19h e 20h de segunda a sexta. No dia 6 de fevereiro de 2017, a emissora voltou em definitivo com seu nome e programação original.

## Programas
- 06h às 08h: Radar 99 - Segunda a Sábado - Julio Oliveira
- 08h às 12h: Bom dia 99 - Segunda a Sábado - Lucio Cassimiro
- 12h às 13h: Galáxia Dá de 10 - Segunda à Sábado - Renato Coelho
- 13h às 17h: Tarde Livre - Segunda à Sábado - Renato Coelho
- 17h às 18h: Vale a Pena Ouvir de Novo - Segunda à Sábado - Henylson Almeida
- 18h às 19h: Sucessos Via 99 - Segunda à Sábado - Henylson Almeida

### Extintos
- Paquera na Galáxia (Foi renomeado para Paquera Alternativa Passando Essa Programação para a radio de João Monlevade : Alternativa 1)
- Se Liga!
- Galáxia Ta Na Veia
- Balanço Da Hora!
- Flash Blacks
- FlashHits 99
- Geração 99